# József Tempfli
József Tempfli (ur. 9 kwietnia 1931 w Urziceni, zm. 25 maja 2016 w Oradei) – rumuński duchowny katolicki, biskup Oradea Mare 1990-2008.

## Życiorys
Święcenia kapłańskie otrzymał 31 maja 1962.
14 marca 1990 papież Jan Paweł II mianował go biskupem diecezjalnym Oradea Mare. 26 kwietnia tego samego roku z rąk kardynała László Paskai przyjął sakrę biskupią. 23 grudnia 2008 ze względu na wiek na ręce papieża Benedykta XVI złożył rezygnację z zajmowanej funkcji.